# Воинское кладбище № 53 (Чарне)
 Памятник культуры Малопольского воеводства: регистрационный номер A-1247/M.
Воинское кладбище № 53 — Чарне (пол. Cmentarz wojenny nr 53 - Czarne) — воинское кладбище, расположенное в окрестностях села Чарне, Малопольское воеводство. Кладбище входит в группу Западногалицийских воинских захоронений времён Первой мировой войны. На кладбище похоронены военнослужащие Австрийской и Российской армий, погибшие во время Первой мировой войны. Исторический памятник Малопольского воеводства (A-1247/M).

## История
Кладбище было основано в 1915 году по проекту словацкого архитектора Душана Юрковича. На кладбище находятся 7 братских и 5 индивидуальных могил, в которых похоронены 316 русских из 193 Рымникского пехотного полка и 61 австрийских солдат из 87 пехотного полка, погибших в январе 1915 года.

## Описание
Кладбище находится на дороге Вышоватка-Чарне и отделено от неё возвышенным грунтом. Площадь кладбища составляет 659 квадратных метров.
На одном из крестов находится надпись на немецком языке:
| WIR WAREN FRAUCHT NUN SIND WIR SAAT GEWORDEN ZU TAUSEND FALTIGEM BLUHNI |